# Стони фудбал
Стони фудбал је стона игра базирана на фудбалу. Осмислио ју је Алехандро Финистере(шп. Alejandro Finisterre, шпански редитељ и песник, док је за време грађанског рата у Шпанији боравио у болници и покушавао да пронађе начин да забави себе и другу повређену децу. 
Овај изум је био патентиран 1937. али патентни листови били су изгубљени за време бега Финистереа у Француску.